# Мьодзін Яхіко
Мьодзін Яхіко (яп. 明神 弥彦) - персонаж, один з головних героїв манґи та аніме-серіалу Rurouni Kenshin. Автор історії - Вацукі Нобухіро, який в молодості займався кендо, створив Яхіко як віддзеркалення власних вражень від цих занять.
Відносно зовнішності Яхіко Вацукі не дотримувався якихось особливих зразків, за винятком кошлатої голови та зухвалого погляду, яким, на думку автора, повинні володіти герої манґи в жанрі сьонен. Також Вацукі прагнув малювати Яхіко так, щоб читачі могли представити його великим майстром меча в майбутньому.
Серед читачів манґи Яхіко мав середню популярність: у офіційних рейтингах персонажів, які підраховуються журналом Shonen Jump, він зазвичай входив в першу десятку, а в одному з таких рейтингів зайняв третє місце, програвши основним читацьким фаворитам — Хімуре Кенсіну та Саґарі Саносуке. 
В Японії випускалися різноманітні колекційні предмети, які зображають Яхіко, такі як фігурки та постери.